# LGBT y Wikipedia

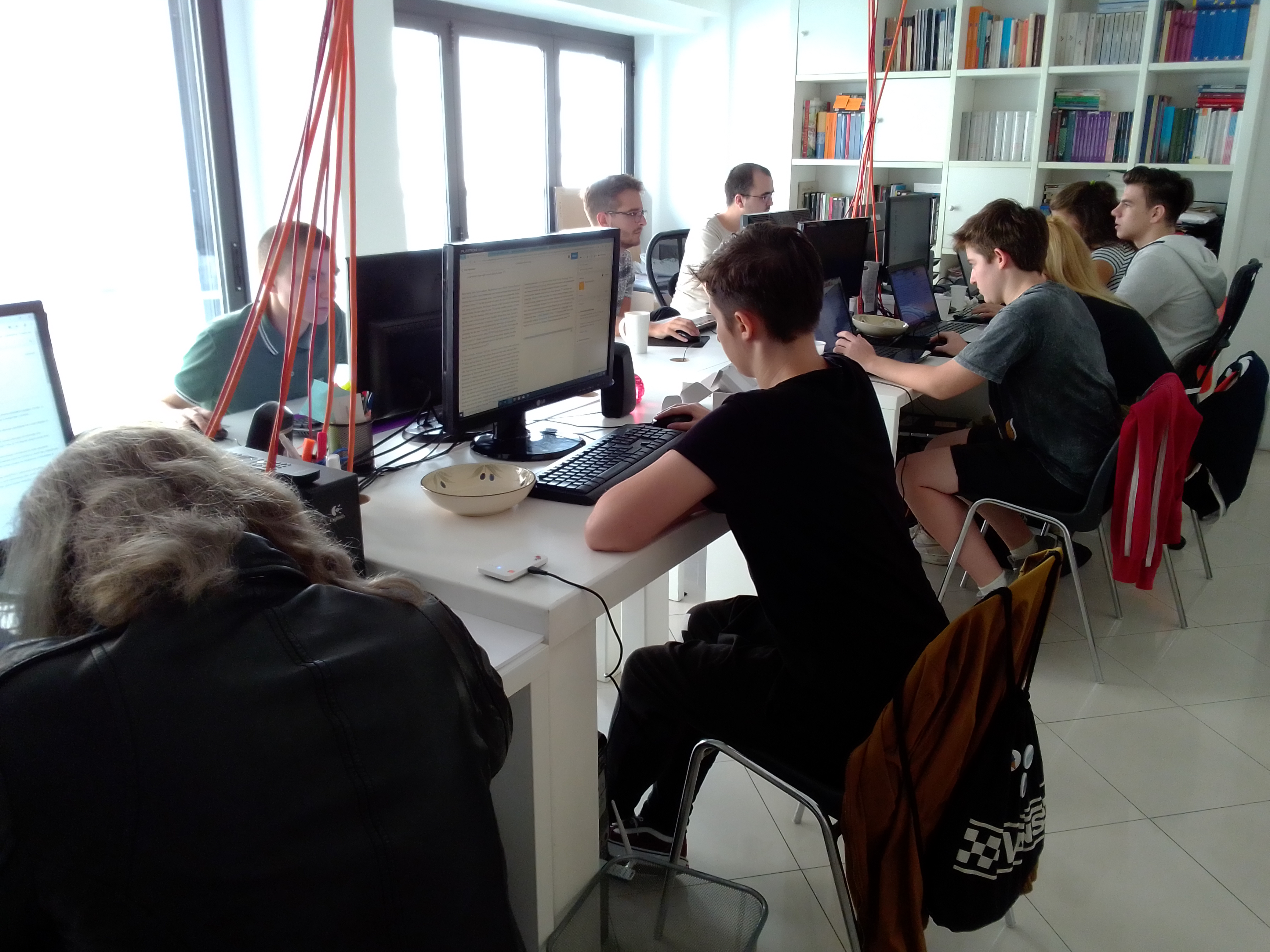
Participantes en un evento de Wiki Loves Pride para mejorar el contenido relacionado con LGBT en Wikipedia, en Serbia (2019).

Hay varias intersecciones entre la comunidad LGBT y Wikipedia. Las personas LGBT que editan la enciclopedia en línea a menudo enfrentan ciberacoso y otros tipos de hostigamiento. El contenido de Wikipedia sobre personas LGBT suele ser vandalizado, pero varios grupos de usuarios de Wikipedia, WikiProyectos y la Fundación Wikimedia respaldan campañas para promover la inclusión en Wikipedia. Se ha elogiado la disponibilidad del contenido LGBT de Wikipedia, en países que de otro modo suprimen la información sobre cuestiones LGBT.

## Cobertura LGBT
En 2011, la Fundación Wikimedia (WMF) se propuso como objetivo estratégico reclutar a más mujeres, personas de color y otras personas subrepresentadas como editores, incluidas las personas LGBT.
En 2019, Rachel Wexelbaum, profesora asociada de la Universidad Estatal de St. Cloud en Minnesota, Estados Unidos, escribió: «Para las personas LGBTIQ+ y quienes buscan información LGBTIQ+, Wikipedia ha demostrado ser invaluable en países donde las publicaciones, los medios o la visibilidad LGBTIQ+ pueden ser invaluables. criminalizado o interrumpido debido a que las ONG dedicadas al SIDA abandonan esos países». También puede ser valioso para quienes viven en comunidades donde esta información está socialmente marginada; un ejemplo notable es la experiencia de la autora y activista transgénero Abby Stein, quien descubrió la idea de ser transgénero en la Wikipedia hebrea. Los jóvenes LGBT suelen consultar Wikipedia en busca de información sobre salud sexual, ya que la cobertura de Wikipedia sobre temas relacionados con la salud está respaldada por numerosas revistas médicas. Sin embargo, algunos editores de Wikipedia han informado de dificultades para alentar a las organizaciones de salud LGBT a participar contribuyendo con información de salud específica para LGBT a Wikipedia.
En algunos casos, las ediciones de Wikipedia en determinados idiomas se han inclinado hacia el contenido anti-LGBT.  La Wikipedia croata ha sido criticada por promover propaganda anti-LGBT y por otras razones. Además, el único administrador activo de Wikipedia en amárico, en un momento dado, hizo cumplir las leyes anti-LGBT del gobierno etíope en la wiki. Según Business Insider, un editor anónimo que utilizó una dirección IP procedente de la Cámara de Representantes de los Estados Unidos y que afirmó ser miembro del personal del Capitolio, realizó una serie de ediciones sobre la comunidad transgénero, incluidas algunas que criticaban a las personas transgénero.

### Nombres y pronombres
Las pautas de estilo de Wikipedia en inglés sobre editores de estados de identidad deben describir sujetos transgénero y no binarios utilizando su nombre preferido y pronombres correspondientes a su identidad de género declarada más recientemente. Sin embargo, estos artículos suelen ser objeto de vandalismo, confusión de género o deadnaming de sus sujetos. En agosto de 2008, el artículo sobre Ina Fried, una periodista transgénero de CNET, quedó atrapado en una guerra de edición sobre qué pronombres usar para ella. Afirmó que Wikipedia no tenía un libro de estilo sobre género, a diferencia del AP Stylebook, y dijo que si bien le parecía «algo confuso» ver los cambios de género en su página, «encontró interesante el debate». Más tarde añadió que era un «compromiso razonable» eliminar todos los pronombres en la entrada de su biografía.
Después de que Chelsea Manning saliera del armario en agosto de 2013, los editores debatieron el título del artículo sobre ella. En ese momento, Slate elogió las acciones de los editores de Wikipedia y dijo que el artículo de Manning fue reescrito rápidamente y con «muy poca controversia». Sin embargo, en octubre de 2013, The Guardian señaló que el Comité de Arbitraje de la Wikipedia en inglés había «prohibido a varios editores trabajar en artículos relacionados con temas o personas transgénero», señalando que, si bien algunos fueron prohibidos por «hacer comentarios transfóbicos sobre Manning», otros recibieron el mismo castigo «por señalar la intolerancia». Dos de los editores restringidos habían insistido en referirse a Manning como un hombre, mientras que otro editor que alegó la existencia de «un 'consenso' de editores de Wikipedia virulentamente transfóbicos» fue sancionado por el comité por un «enfoque de campo de batalla».
Tras la transición de género de Caitlyn Jenner en 2015, Kat George de Bustle escribió: «Podemos empezar a aprender sobre el uso adecuado de los pronombres de género, con el artículo de Wikipedia de Caitlyn Jenner como un ejemplo perfecto del lenguaje correcto de antes y después que deberíamos emplear». El nombre y los pronombres a usar para Gloria Hemingway fueron un tema de discusión durante más de 15 años. En febrero de 2022, después de una semana de debate, los votos se dividieron equitativamente entre el uso de Gloria y los pronombres «ella/ella», o continuar usando su nombre de nacimiento. Un editor cerró la discusión a favor del cambio de nombre; la decisión fue apelada pero confirmada por un administrador.

## Acoso
Los editores de Wikipedia sufren acoso y, en un caso, un editor transgénero fue sujeto a deadnaming públicamente. La WMF ha expresado su preocupación por situaciones en las que los editores transgénero podrían ser expulsados de Wikipedia debido a abusos en línea. BBC News dijo en 2020: «Muchos, particularmente mujeres y miembros de la comunidad LGBTQ, se han quejado de abuso y acoso por parte de otros editores». Los editores pueden denunciar el acoso a los administradores por correo electrónico o tablones de anuncios, lo que puede provocar que a los acosadores se les prohíba editar.
Los editores de áreas anti-LGBT sufren un acoso más virulento. Los editores LGBT de países donde ser LGBT está penalizado a menudo usan alias y editan desde varias direcciones IP para que su trabajo no se pueda rastrear hasta ellos. En un caso, un administrador de Wikipedia bloqueó a un editor porque su nombre de usuario sugería que podría ser gay. El administrador finalmente fue bloqueado por esas acciones cuando el equipo de confianza y seguridad de WMF se involucró. Amir Sarabadani, un editor, afirmó que en 12 años de edición de la Wikipedia persa, los usuarios a menudo eran hostiles a los artículos relacionados con la homosexualidad. Dijo que su trabajo como administrador allí ayudó a que el abuso fuera menos tolerable y que el contenido homofóbico que antes era aceptable ahora resultaba en bloqueos.
En octubre de 2022, un grupo de 40 figuras públicas francesas, entre ellas la directora Céline Sciamma, la escritora Virginie Despentes, el escritor e ilustrador de  novelas gráficas Jul Maroh, el escritor y filósofo Paul B. Preciado, y la periodista y cineasta Rokhaya Diallo, en colaboración con la Asociación Nacional Transgénero Asociación de Francia, firmó una carta abierta a Wikipedia, publicada en la revista L'Obs, denunciando «comportamientos estigmatizantes» contra personas transgénero, no binarias e intersexuales en Wikipedia, incluyendo la falta de género, los nombres muertos, el uso de imágenes previas a la transición y acoso a editores abiertamente trans.

## Movimiento Wikimedia

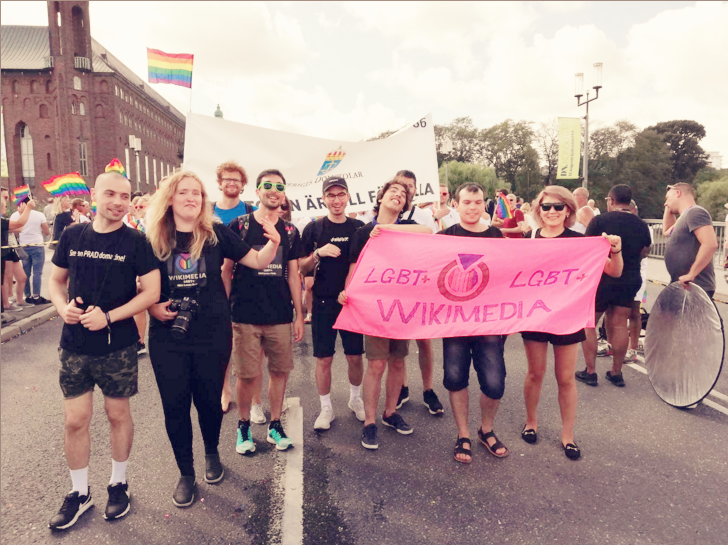
Representación LGBT+ de Wikimedia en el EuroPride de Estocolmo, 2018.

El movimiento Wikimedia ha realizado campañas y ha organizado maratones de edición para mejorar la cobertura de temas LGBT.: 91–92  Wikipedia Loves Libraries, una de estas iniciativas, convirtió a la Fundación Tom of Finland en la primera institución de patrimonio cultural LGBT en participar, organizando maratones de edición «Queering Wikipedia». Wiki Loves Pride es una campaña de junio a octubre para crear y mejorar contenido relacionado con LGBT en todos los proyectos de Wikimedia. Wiki Loves Pride ha promovido la cobertura de personas LGBT notables. Arte+Feminismo ha sido descrito como «una campaña para mejorar la representación de mujeres e individuos no binarios en el sitio». El WikiProyecto Estudios LGBT, que trabaja para crear y mejorar artículos sobre temas LGBT, está presente en 28 Wikipedias, a 2023.: 92  Desde 2006 se supervisa un portal LGBT para organizaciones.
Wikimedia LGBT es un grupo de usuarios afiliado a WMF, En 2022, WMF se unió a organizaciones LGBT y de derechos humanos para oponerse a la Ley de Seguridad Infantil en Internet presentada en el Senado de los Estados Unidos. Los grupos argumentaron que la «moderación excesiva» «aislaría a los miembros de grupos más jóvenes marginados que dependen de los servicios en línea para aprender sobre educación sexual o acceder a recursos LGBTQ+». En 2023, los organizadores de Wikimania solicitaron un baño público unisex durante la conferencia en el Centro de Exposiciones y Convenciones Suntec Singapur. Uno fue convertido temporalmente de un baño existente generalmente designado para mujeres, lo que provocó «algunas reacciones hostiles» en línea, según Today.
La física británica y editora de Wikipedia Jess Wade ha trabajado para mejorar la cobertura de temas LGBT en el sitio. Todos los días de 2018, Wade escribió al menos un artículo de Wikipedia sobre una mujer, persona de color o figura LGBT en la ciencia para ampliar la diversidad de la cobertura de Wikipedia.